# Saint-Rémy-de-Chaudes-Aigues
 Saint-Rémy-de-Chaudes-Aigues  es una población y comuna francesa, situada en la región de Auvernia, departamento de Cantal, en el distrito de Saint-Flour y cantón de Chaudes-Aigues.

## Demografía
| 219 | 180 | 153 | 142 | 132 | 118 |
| Para los censos de 1962 a 1999 la población legal corresponde a la población sin duplicidades (Fuente: INSEE [Consultar]) |     |     |     |     |     |